# Orthomorpha miranda
Orthomorpha miranda är en mångfotingart som beskrevs av Pocock 1895. Orthomorpha miranda ingår i släktet Orthomorpha och familjen orangeridubbelfotingar. Inga underarter finns listade i Catalogue of Life.